# Cerithidium australiense
Cerithidium australiense is een slakkensoort uit de familie van de Cerithiidae. De wetenschappelijke naam van de soort is voor het eerst geldig gepubliceerd in 1930 door Thiele.